# AllOfMP3
AllOfMP3, MP3Sparks и MemphisMembers — бренды онлайнового музыкального магазина российской компании «Mediaservices, Inc.», основанной в 2000 году в Москве. Магазины осуществляли торговлю музыкой в популярных форматах (MP3 и других) без ТСЗАП за существенно меньшую стоимость, чем в некоторых других аналогичных онлайн-магазинах.
Компания была втянута в судебные процессы с другими компаниями, в основном звукозаписывающей индустрии, по обвинениям в незаконной деятельности и неавторизованном распространении объектов авторского права.
В июне 2007 года сайт AllOfMP3.com был закрыт.
По информации газеты Ведомости, Георгий Тушинский, основатель allofmp3, запустил в 2007 году проекты moskva.fm и piter.fm. Возможно, при их создании использовалась база музыки allofmp3.
26 мая 2008 года звукозаписывающие компании США отказались от иска к allofmp3.com и Черемушкинский суд города Москвы оправдал бывшего директора компании «Медиасервисез» Дениса Квасова.

## Ценовая политика
В отличие от других онлайн-магазинов, таких как iTunes Store, AllOfMP3 продавал объёмы данных, а не отдельные песни. На 13 августа 2006 года стандартная цена составляла 0,03 $ за мегабайт, соответственно, 4-минутная композиция с битрейтом 128 кбит/с стоила бы 0,12 $ (в iTunes Store она стоила бы 0,99 $).

## Возможности сервиса
Интересной особенностью сервиса AllOfMp3 была возможность скачать некоторые композиции в любом желаемом качестве. В альбомах, для которых поддерживалось online-кодирование, треки были изначально предложены в некотором «среднем» по качеству варианте кодирования, например MP3 192 kb/s. Если пользователя не устраивал предоставленный вариант кодирования, он мог заказать кодирование нужных композиций из оригинального образа в желаемом качестве, от MP3 с низким битрейтом до lossless-форматов. Поддерживались форматы: MP3, Ogg, WAV-образы Audio CD.